# ロビン・ル・ノルマン
- ロビン・ル・ノルマン
- ロバン・ル・ノルマン

ロバン・ル・ノルマン（Robin Le Normand, 1996年11月11日 - ）は、フランス・パビュ出身のプロサッカー選手。ラ・リーガ・アトレティコ・マドリード所属。スペイン代表。ポジションはディフェンダー（センターバック）。
弟のテオもサッカー選手である。

## 経歴

### クラブ
2011年、15歳のときにスタッド・ブレストにスカウトされ、下部組織に入団。2013年にリザーヴチームに昇格し、ナシオナル3でプレイ。9月21日のラニョン戦で公式戦初出場。2015-16シーズンにトップチームに昇格し、4月15日のソショー＝モンベリアル戦でトップチーム初出場。ル・ノルマンはクラブとのプロ契約を目指していたが、クラブ側にその意思はなく、このシーズンを以って退団した。
スペインでレアル・ソシエダのトライアルを受け、2年間のプロ契約を勝ち取った。リザーヴチームで2シーズンプレイし、2018-19シーズンにトップチームに昇格。2018年11月26日のセルタ・デ・ビーゴ戦でラ・リーガ初出場。2019年2月12日には、ソシエダと2022年までの契約延長で合意した。
2019-20シーズンからレギュラーの座を掴み、2019年11月30日、リーグ第15節のエイバル戦でラ・リーガ初ゴールを挙げ、2020年6月には契約を2年延長することで合意。2021年4月3日、アスレティック・ビルバオとのバスクダービーとなったコパ・デル・レイ決勝戦に勝利し、タイトルを獲得した。
2021年10月には、無敗で首位につけていたクラブへの貢献により、ラ・リーガ月間最優秀選手賞を受賞。2021-22シーズン、公式戦51試合のうち48試合に出場し、リーグ戦の欠場は出場停止となった1試合のみとフル稼働し、クラブとの契約も2026年夏まで延長した。
2024年8月3日、アトレティコ・マドリードに移籍。5年契約で、移籍金は3,450万ユーロ（+ボーナス500万ユーロ）と報じられている。

### 代表
2023年5月にスペイン国籍を取得。6月2日、スペイン代表に初招集され、6月15日、UEFAネイションズリーグのイタリア戦で代表デビュー。スペインはこの大会を制し、自身も優勝に貢献した。
2024年、UEFA EUROのメンバーに選出され、累積警告で出場停止となった準決勝を除く6試合に出場し、決勝でイングランドを破って大会を制した。

## 人物
ピアノ演奏が趣味であり、好んで聴いているというトム・オデールの「Another Love」を演奏する映像が公開されている。本人は「まだ練習中だが、家でピアノを弾くことがある」と語っている。
2024年には、ルイス・エンリケの娘で、フェラン・トーレスの元恋人と交際していると報じられた。

## プライベート
Le Normandはフランス・ブルターニュ地方パブ（Pabu）出身で、幼少期は家族とともにクラブの近くに暮らし、兄弟と庭でサッカーをして過ごす日々が「競争と幸せに満ちた思い出」であったと語っている。
家族はスポーツ一家で、父は元マラソンランナーかつ少年サッカーコーチ、母もバスケット選手だった。家では厳格なルールがあり、家事や学業をきちんとこなした上で自由な時間を得る教育方針だったと語っている。
Le Normandは非常に家族思いであり、弟のテオ（現在ギャンガン所属）とは常に連絡を取り合う関係で、互いを高め合う存在だと語っている。
また、彼は自身のルーツに誇りを持っており、母国フランス—特にブルターニュで大切な時間を過ごすことに心の充足を感じると述べている。帰郷時には、村でひそやかな存在として静かに過ごすことができる点を「心のリセットになる」と語っている。

## 個人成績

### クラブ
| 国内大会個人成績 | 国内大会個人成績         | 国内大会個人成績 | 国内大会個人成績 | 国内大会個人成績 | 国内大会個人成績 | 国内大会個人成績 | 国内大会個人成績 | 国内大会個人成績 | 国内大会個人成績 | 国内大会個人成績 | 国内大会個人成績 |
| 年度             | クラブ                   | 背番号           | リーグ           | リーグ戦         | リーグ戦         | リーグ杯         | リーグ杯         | オープン杯       | オープン杯       | 期間通算         | 期間通算         |
| 年度             | クラブ                   | 背番号           | リーグ           | 出場             | 得点             | 出場             | 得点             | 出場             | 得点             | 出場             | 得点             |
| フランス         | フランス                 | フランス         | フランス         | リーグ戦         | リーグ戦         | F・リーグ杯      | F・リーグ杯      | フランス杯       | フランス杯       | 期間通算         | 期間通算         |
| ---------------- | ------------------------ | ---------------- | ---------------- | ---------------- | ---------------- | ---------------- | ---------------- | ---------------- | ---------------- | ---------------- | ---------------- |
| 2015-16          | スタッド・ブレスト       |                  | リーグ・ドゥ     | 1                | 0                | 0                | 0                | 0                | 0                | 1                | 0                |
| スペイン         | スペイン                 | スペイン         | スペイン         | リーグ戦         | リーグ戦         | 国王杯           | 国王杯           | オープン杯       | オープン杯       | 期間通算         | 期間通算         |
| 2018-19          | レアル・ソシエダ         | 27               | ラ・リーガ       | 4                | 0                | 3                | 0                | -                | -                | 7                | 0                |
| 2019-20          | レアル・ソシエダ         | 24               | ラ・リーガ       | 31               | 1                | 8                | 1                | -                | -                | 39               | 2                |
| 2020-21          | レアル・ソシエダ         | 24               | ラ・リーガ       | 33               | 0                | 2                | 0                | -                | -                | 35               | 0                |
| 2021-22          | レアル・ソシエダ         | 24               | ラ・リーガ       | 37               | 1                | 4                | 0                | -                | -                | 41               | 1                |
| 2022-23          | レアル・ソシエダ         | 24               | ラ・リーガ       | 33               | 0                | 4                | 0                | -                | -                | 37               | 0                |
| 2023-24          | レアル・ソシエダ         | 24               | ラ・リーガ       | 29               | 2                | 7                | 0                | -                | -                | 36               | 2                |
| 2024-25          | アトレティコ・マドリード | 24               | ラ・リーガ       | 27               | 1                | 5                | 0                | -                | -                | 32               | 1                |
| 通算             | フランス                 | フランス         | リーグ・ドゥ     | 1                | 0                | 0                | 0                | 0                | 0                | 1                | 0                |
| 通算             | スペイン                 | スペイン         | ラ・リーガ       | 194              | 5                | 33               | 1                | -                | -                | 227              | 6                |
| 総通算           | 総通算                   | 総通算           | 総通算           | 195              | 5                | 33               | 1                | 0                | 0                | 228              | 6                |

### 代表
| スペイン代表 | 国際Aマッチ | 国際Aマッチ |
| 年           | 出場        | 得点        |
| ------------ | ----------- | ----------- |
| 2023         | 8           | 1           |
| 2024         | 11          | 0           |
| 2025         | 4           | 0           |
| 通算         | 23          | 1           |

#### ゴール
| #  | 年月日         | 開催地                                      | 対戦国     | 勝敗 | 試合概要                      |
| -- | -------------- | ------------------------------------------- | ---------- | ---- | ----------------------------- |
| 1. | 2023年11月19日 | エスタディオ・ホセ・ソリージャ（ スペイン） | ジョージア | ○3-1 | UEFA EURO 2024予選・グループA |

## タイトル

### クラブ
レアル・ソシエダ
- コパ・デル・レイ（2019-20）[9]

### 代表
スペイン代表
- UEFAネイションズリーグ（2022-23）[17]
- UEFA欧州選手権（2024）[20]

### 個人
- ラ・リーガ月間最優秀選手賞（2021年10月）[27]